# Kate Siegel
Kate Siegel (Silver Spring, 9 augustus 1982) is een Amerikaanse actrice en scenarioschrijver. Ze staat bekend om haar samenwerking met haar echtgenoot en regisseur Mike Flanagan in de horrorfilms Oculus (2013), Hush (2016), waar ze ook aan meeschreef, Ouija: Origin of Evil (2016) en Gerald's Game (2017). Siegel speelde de rol van Theodora Crain in de Netflix horrorserie  The Haunting of Hill House (2018).
Siegel werd geboren in Silver Spring, Maryland en groeide op in Potomac. Op de laatste ging ze eerst naar St. Andrew's Episcopal School, waar ze haar eerste acteerervaring opdeed in de theatercursus. Daarna schreef ze zich in aan de Universiteit van Syracuse in New York. Daar zette ze haar acteerwerk voort in een theaterprogramma totdat ze in 2004 afstudeerde met een bachelor in acteren.
In een interview uit 2008 kwam Siegel publiekelijk uit de kast als biseksueel. Begin 2016 trouwde ze met regisseur Mike Flanagan, met wie ze twee kinderen heeft. Tijdens het filmen van het eerste seizoen van The Haunting of Hill House, merkte Siegel haar tweede zwangerschap op omdat ze last had van symptomen zoals ochtendmisselijkheid. Siegel en Flanagan noemden hun dochter, die eind 2018 werd geboren, naar hun personage Theodora.

## Filmografie

### Film
| Jaar | Film                          | Rol               | Opmerkingen |
| ---- | ----------------------------- | ----------------- | ----------- |
| 2007 | Hacia la oscuridad            | Jenn              |             |
| 2007 | The Curse of the Black Dahlia | Jennifer          |             |
| 2007 | Steam                         | Elizabeth         |             |
| 2008 | Knocked Down                  | Lance's Assistant | Korte film  |
| 2009 | Puke in My Mouth              | Ms Taken 2        | Korte film  |
| 2012 | Wedding Day                   | Erica             |             |
| 2012 | The Collector                 | Jess              | Korte film  |
| 2013 | Man Camp                      | Teresa            |             |
| 2013 | Oculus                        | Marisol Chavez    |             |
| 2014 | Demon Legacy                  | Jack              |             |
| 2014 | Dead Room: Origins            | Jade              | Korte film  |
| 2015 | The Program                   | Natalie           | Korte film  |
| 2015 | Wine Jabs                     | Vivian            | Korte film  |
| 2016 | Hot                           | Beth              |             |
| 2016 | Hush                          | Maddie Young      |             |
| 2016 | Ouija: Origin of Evil         | Jenny Browning    |             |
| 2017 | Gerald's Game                 | Sally             |             |
| 2019 | Let's Go Down                 | Ember             | Korte film  |
| 2021 | Hypnotic                      | Jenn Tompson      |             |
| 2024 | The Life of Chuck             | mevrouw Richards  |             |

### Televisie
| Jaar | Titel                      | Rol                                           | Opmerkingen                                |
| ---- | -------------------------- | --------------------------------------------- | ------------------------------------------ |
| 2009 | Ghost Whisperer            | Cheryl                                        | Afl. This Joint's Haunted                  |
| 2010 | Numbers                    | Rachel Hollander                              | Afl. And the Winner Is...                  |
| 2012 | The Unknown                | Evey Kyler                                    | Afl. Prime Cut                             |
| 2012 | Castle                     | Nadia                                         | Afl. 47 Seconds                            |
| 2012 | Where Would We Be          | Stephanie                                     | Afl. Pilot                                 |
| 2013 | Mob City                   | Tandy                                         | Afl. Stay Down                             |
| 2018 | The Haunting of Hill House | Theodora Crain                                | 10 afleveringen                            |
| 2020 | Hawaii Five-0              | Leslie                                        | Afl. I ho'olulu, ho'ohulei 'ia e ka makani |
| 2020 | The Haunting of Bly Manor  | Viola Willoughby-Lloyd / The Lady of the Lake | 2 afleveringen                             |
| 2021 | Midnight Mass              | Erin Greene                                   | 7 afleveringen                             |